# Patrícia Araújo
Felipe Silva de Araújo (Río de Janeiro, 11 de marzo de 1982 - 4 de julio de 2019), más conocida como Patrícia Chantily Araújo,  fue una actriz pornográfica y modelo transexual brasileña.

## Premios y reconocimientos
| Año  | Premio               | Resultado |
| ---- | -------------------- | --------- |
| 2005 | Miss Universo Trans  | Ganadora  |
| 2004 | Miss T-girl World    | Ganadora  |
| 2002 | Miss Transsex Brazil | Ganadora  |